# A Place Further than the Universe
A Place Further than the Universe (яп. 宇宙よりも遠い場所, Сора йорі мо тоой башьо) — оригінальний японський аніме-серіал виробництва «Madhouse», режисером якого була Ішідзука Ацуко, що випускався з 2 січня по 27 березня 2018 року. Уперше був анонсований на Anime Expo 2017. До виходу серіалу, з 27 грудня 2017 року, у журналі «Monthly Comic Alive» почала публікуватися однойменна манга, ілюстрована Йоїмачі Меме.

## Синопсис
Марі Тамакі, що вчиться у другому класі старшої школи, прагне якнайкраще провести свою молодість, але часто боїться рішучих дій. Згодом вона товаришує з Шірасе Кобучідзавою, що накопичувала гроші на подорож до Антарктики, де три роки тому зникла безвісти її матір[джерело?]. Разом із ще двома дівчатами, на ім'я Хіната Міяке та Юдзукі Шіраїші, вони вирушають до Південного полюсу.

## Персонажі

### Головні персонажі
Тамакі Марі (яп. 玉木 マリ, Tamaki Mari)
Сейю: Мінасе Інорі
Школярка з Татебаяші, що в Ґуммі, другий клас старшої школи. Серед подруг має прізвисько Кімарі (яп. キマリ). Дуже допитлива, але боїться жити на повну, та бажає відправитись у мандрівку, аби якнайкраще прожити юні роки. Одного разу знайшла загублені мільйон єн, та познайомилась із їхньою власницею, Шірасе. Вони потоваришували, та дізнались, що вчаться в одній школі. Шірасе розповідає Кімарі про наміри вирушити до Антарктики, чим її дуже вразила. Кімарі вирішує долучитись до Шірасе, у пошуках нових вражень.
Кобучідзава Шірасе (яп. 小淵沢 報瀬, Kobuchizawa Shirase)
Сейю: Ханадзава Кана
Тиха і сором'язлива школярка з тієї ж школи, що й Кімарі, але в третьому класі старшої школи. Донька Такако Кобучідзави, що зникла безвісти під час експедиції до Антарктики. Шірасе мріє відправитись до Антарктики, аби знайти там свою матір, бо вірить, що вона досі жива та чекає на неї. Більшість її однокласників жартують з неї та звуть «імператрицею Антарктики». Згодом стає подругою Кімарі та розповідає їй про свої плани. Пізніше вони також знайомляться з Хінатою та Юдзукі, що теж приєднуються до планів відправитись до Антарктики.
Міяке Хіната (яп. 三宅 日向, Miyake Hinata)
Сейю: Іґучі Юка
Життєрадісна та люб'язна касирка у супермаркеті поряд зі школою, де вчиться Кімарі. Є одноліткою Кімарі, але кинула навчання у старшій школі та готується до вступних іспитів до коледжу. Мріє ідеально написати вступний іспит. Вирішила доєднатись до експедиції, бо має ще два роки до іспитів, та бажає зробити щось особливе, поки має час. До того, як долучитись, із заздрощами спостерігала за Кімарі та Шірасе, що подружились та стали планувати мандрівку, але згодом сама теж приєдналась до них та дуже цінує підтримку та чесність у дружньому колективі, яких їй бракувало у минулих компаніях друзів.
Шіраїші Юдзукі (яп. 白石 結月, Shiraishi Yuzuki)
Сейю: Хаямі Саорі
Спокійна школярка з Хоккайдо, перший клас старшої школи. Має кар'єру акторки, з чотирьох років знімається у рекламі та телевізійних шоу, через тривалі відрядження не має друзів. Спочатку відмовлялась відправлятись до Антарктики, аби робити там трансляції своїх подорожей, але Кімарі, Шірасе та Хіната переконали її. Також до того заздрила трьом подругам, але згодом розуміє, що вони справді стали найкращими подругами, хоч і знайомі одна з одною менш як місяць.

## Медіа

### Аніме
На Anime Expo 2017 року в липні Kadokawa вперше анонсували вихід 13-серійного оригінального аніме-проєкту від студії Madhouse. Режисером аніме-серіалу була Ішідзука Ацуко, сценаристом — Ханада Джюккі, дизайнером персонажів — Йошімацу Такахіро. Фуджісава Йошіакі був композитором аніме-серіалу. Проєкт виходив у Японії з 2 січня по 27 березня 2018 року, та паралельно транслювався Crunchyroll. Вступна тема — «The Girls Are Alright!» від Saya, а завершальна — "Koko Kara, Koko Kara" (яп. ここから、ここから, Віднині, звідси) від Мінасе Інорі, Ханадзави Кани, Іґучі Юки, та Хаямі Саорі. 18 листопада 2022 року Anime Limited заявили на Anime NYC, що випустять колекційне видання аніме-серіалу на Blu-ray. У виданні був включений англійський дубляж від Studio Nano, прем'єра якого сталась на Anime NYC 19 листопада 2022.

#### Серії
| №  | Назва                                                                                                   | Дата виходу     |
| -- | --- | --------------- |
| 1  | One Million Yen For Youth «Seishun Shakuman'en» (青春しゃくまんえん)                                    | 2 січня 2018    |
| 2  | Kabukicho Fremantle «Kabukichō Furīmantoru» (歌舞伎町フリーマントル)                                    | 9 січня 2018    |
| 3  | The Follow Backs Don't Stop «Forōbakku ga Tomaranai» (フォローバックが止まらない)                       | 16 січня 2018   |
| 4  | Four Caterpillars «Yonhiki no Imomushi» (四匹のイモムシ)                                                | 23 січня 2018   |
| 5  | Dear my friend                                                                                          | 30 січня 2018   |
| 6  | Welcome to the Durian Show «Yōkoso Dorian Shō e» (ようこそドリアンショーへ)                             | 6 лютого 2018   |
| 7  | The Ship That Sees the Universe «Sora o Miru Fune» (宇宙を見る船)                                       | 13 лютого 2018  |
| 8  | Howling, Maddening, Screaming «Hoete, Kurutte, Zekkyōshite» (吠えて、狂って、絶叫して)                  | 20 лютого 2018  |
| 9  | Antarctic Love Story (Blizzard Arc) «Nankyoku Koi Monogatari (Burizādo-hen)» (南極恋物語(ブリザード編)) | 27 лютого 2018  |
| 10 | Partial Friendship «Pāsharu Yūjō» (パーシャル友情)                                                      | 6 березня 2018  |
| 11 | Bash That Drum Can! «Doramukan de Buttobase!» (ドラム缶でぶっ飛ばせ！)                                  | 13 березня 2018 |
| 12 | A Place Further than the Universe «Sora Yorimo Tōi Basho» (宇宙よりも遠い場所)                          | 20 березня 2018 |
| 13 | We'll Go On Another Journey Someday «Kitto Mata Tabi ni Deru» (きっとまた旅に出る)                      | 27 березня 2018 |

### Манга
Манґа-адаптація манґаки Меме Йоїмачі виходила у журналі Monthly Comic Alive компанії Media Factory з 27 грудня 2017 року по 27 лютого 2019-го. Пізніше її було видано у трьох томах танкобон.

## Сприйняття
У 2018 році, The Verge назвали це аніме «одним з найкращих аніме року», та відзначили його реалістичність, а Нью-Йорк таймс дали 8 місце аніме-серіалу у своїй статті-рейтингу «Міжнародний серіал року», де критик Майк Хейл написав про аніме, що це «кумедна та зворушлива історія про дорослішання, що має бути зрозумілою крізь усі культурні та вікові бар'єри». Редакція Otaku USA похвалила дизайн персонажів та комедійний аспект. У їхній статті зазначено, що «режисерська робота допомагає акцентувати дотепні моменти, завдяки їй, вже відомі панчлайни сприймаються, як свіжі».
У 2019 році, Crunchyroll включили аніме-серіал до списку «Топ-25 аніме 2010-х». IGN також включив аніме до свого списку найкращих аніме 2010-х.